# Protéine chaperon
Une protéine chaperon est une protéine dont la fonction est d'assister d'autres protéines dans leur maturation en évitant la formation d'agrégats via les domaines hydrophobes présents sur leur surface lors de leur repliement tridimensionnel. Beaucoup de protéines chaperons sont des protéines de choc thermique (Heat shock proteins - Hsp), c'est-à-dire des protéines exprimées en réponse à des variations de température ou d'autres types de stress cellulaire, tel que le stress oxydant.

## Histoire
La recherche sur les chaperons a une longue histoire. Le terme « chaperon moléculaire » est apparu pour la première fois dans la littérature en 1978, et a été inventé par Ron Laskey pour décrire la capacité d'une protéine nucléaire appelée nucléoplasmine à empêcher l'agrégation des protéines histones repliées avec l'ADN pendant l'assemblage des nucléosomes. Le terme a été ensuite étendu par R. John Ellis en 1987 pour décrire les protéines qui ont servi de médiateur dans l'assemblage post-traductionnel de complexes protéiques. En 1988, des recherches ont montré que des protéines similaires servent de médiateur dans les procaryotes et les eucaryotes. Les détails de ce processus ont été déterminés en 1989 par Pierre Goloubinoff dans le laboratoire de George H. Lorimer, lorsque le repliement protéique dépendant de l'ATP a été démontré in vitro.

## Structure
La structure des protéines est sensible à la chaleur, elles se dénaturent et perdent leurs fonctions biologiques. Le rôle des protéines chaperons est de prévenir les dommages potentiellement causés par une perte de fonction protéique due à un mauvais repliement tridimensionnel. D'autres protéines chaperons sont impliquées dans le repliement de protéines néosynthétisées alors qu'elles sont extraites du ribosome. 

## Fonctionnement général
Pour fonctionner les protéines chaperons utilisent de l'ATP.

### Contextualisation
Pour les protéines, l'obtention de leur état final est une étape clef puisqu'il définit leurs propriétés fonctionnelles et leurs activités.
- Certaines protéines, les plus petites, peuvent acquérir spontanément cet état, il n'y a alors pas intervention des protéines chaperon. Cependant, il arrive qu'une mauvaise conformation soit obtenue. Les protéines chaperons interviennent alors et remettent les protéines dans la « bonne voie ».
- On notera que la plupart des protéines nécessitent leurs actions pour obtenir leur état actif.

### Mode d'action
Les protéines chaperon aident au repliement des protéines en modifiant leur conformation. Elles reconnaissent les protéines par leur surface hydrophobe (située en temps normal au centre des protéines mais à l'extérieur dans ce cas), les masquent et, grâce à leur flexibilité, modifient leur structure en mettant les zones hydrophiles au contact de l'eau.

## Différentes protéines chaperons

### Les chaperonines
Les chaperonines constituent une famille de protéines chaperons. Elles encapsulent leur protéine substrat et sont caractérisées par une structure en double anneau. On les trouve chez les procaryotes, dans le cytosol des eucaryotes et dans les mitochondries.

### Autre protéines chaperons
D'autres types de protéines chaperons sont impliquées dans le transport transmembranaire, par exemple dans les mitochondries et le réticulum endoplasmique. De nouvelles fonctions des protéines chaperons sont continuellement découvertes, comme l'assistance à la dégradation protéique (assurant leur élimination quand elles sont anormales) et la réponse aux maladies liées à l'agrégation protéique (voir prion).

### Nomenclature et exemples de protéines chaperons chez les procaryotes
Il existe de nombreuses familles de protéines chaperons, dont les modes d'action sont variés. Chez les procaryotes comme Escherichia coli, beaucoup de ces protéines sont fortement exprimées dans des conditions de stress, par exemple à la suite d'une exposition à de hautes températures. Pour cette raison le terme historique de protéine de choc thermique (Heat-Shock Proteins ou Hsp) a tout d'abord désigné les protéines chaperons.
- Hsp60 (complexe GroEL/GroES chez E. coli) est le plus connu des complexes à haut poids moléculaire (1 million de Daltons) de protéines chaperons. GroEL est constitué de 14 sous-unités réunies en un double anneau qui possède une zone hydrophobe au niveau de son ouverture. Le complexe est suffisamment grand pour contenir une molécule de GFP de 54 kDa non dénaturée. GroES est un heptamère ne formant qu'un seul anneau, qui se lie à GroEL en présence d'ATP ou d'ADP. GroEL/GroES ne semble pas capable d'agir sur les précipités protéiques, mais il semble entrer en compétition avec les phénomènes de mauvais repliements et d'agrégation. Fenton & Horwich (2003)

- Hsp70 (DnaK chez E. coli) est peut-être la plus connue des petites (poids moléculaire = 70 kDa) protéines chaperons. Hsp70 est assistée par Hsp40 (DnaJ chez E. coli) qui accroit son activité et sa consommation d'ATP. Il a été montré que la surexpression de Hsp70 dans une cellule conduit à la diminution de sa sensibilité aux messages pro-apoptotiques. Bien que les mécanismes précis aient encore à être éclaircis, il est rapporté qu'Hsp70 établit des liaisons de haute affinité avec les protéines non-repliées quand elle est liée à l'ADP, et de faible affinité quand elle est liée à l'ATP. On pense que de multiples molécules d'Hsp70 se rassemblent autour des substrats non-repliés afin de les stabiliser et d'éviter les phénomènes d'agrégation survenant avant que la protéine n'ait terminé tous ses repliements. À ce moment seulement, la Hsp70 perd son affinité pour le substrat et s'éloigne. Pour de plus amples informations, voir Mayer & Bukau (2005).

- Hsp90 (HtpG chez E. coli) est peut-être la moins bien connue des protéines chaperons. Son poids moléculaire est de 90 kDa et elle est nécessaire à la survie des Eucaryotes (et peut-être également à celle des Procaryotes). Chaque molécule d'Hsp90 possède un domaine de fixation de l'ATP, un domaine intermédiaire et un domaine de dimérisation. On pense qu'elles se fixent sur leurs protéines substrats en fixant l'ATP, et qu'elles peuvent avoir besoin de cochaperons comme l'Hsp70. Voir Terasawa et al. (2005).

- Hsp100 (famille des protéines Clp chez E. coli) désigne un ensemble de protéines étudiées in vivo et in vitro pour leurs capacités à reconnaître et à déplier les protéines marquées ou incorrectement repliées. Les protéines de la famille Hsp100/Clp forment de larges structures hexamériques ayant une activité enzymatique unfoldase en présence d'ATP. On pense qu'elles sélectionnent une à une les protéines « candidates » en les faisant passer à travers un petit pore de 20 Å (2 nm) de diamètre, leur donnant ensuite une seconde chance de se replier convenablement. Certaines Hsp100, comme ClpA et ClpX, s'associent avec la protéase à sérine ClpP composée de 24 sous-unités organisées en un double-anneau ; au lieu de catalyser le repliement des protéines-cibles, ces complexes sont responsables de la destruction des protéines marquées ou incorrectement repliées.